# 長白山號電力動車組
DJF3“長白山號”電力動車組是中華人民共和国铁路的动力分散式电力动车组车型之一，亦是和谐号电力动车组投入服務前，最後一款中國動車組，由中国北车集团长春轨道客车股份有限公司于2003年研制成功，列车设计最高运营速度为210公里/小时，最高试验速度达到254.5公里/小时，列车全套牵引及控制系统、机械驱动系统均由庞巴迪公司提供。

## 发展历史

### 背景
1999年，为了配合广深城际列车的“小编组、高密度、高速度”的公交化营运模式，广深铁路股份有限公司与广州中车铁路机车车辆销售租赁有限公司决定以租赁方式引进国产高速列车，经过考察后选定了与株洲电力机车厂和长春客车厂合作，开发研制八组动力集中方式的交流传动电力动车组，研制成功后再由广州中车公司通过融资买断，并租赁给广深铁路股份有限公司使用。2000年9月，首列被命名为“蓝箭”的DJJ1型电力动车组落成，并于2001年1月起正式在广深铁路投入商业运营，最高运行速度为200公里/小时，从广州东站至深圳站间的直达运行时间仅为60分钟。
基于“蓝箭”列车的融资合作经验，广深铁路股份有限公司、广州中车公司和长春客车厂于2001年1月再次以相同的租赁方式，签订了购置二列动力分散方式的交流传动高速电力动车组。

### 研制
新型高速电力动车组采用动力分散方式，以“两动一拖”组成一个基本动力单元，每组列车以三个单元固定编组运行，共有6辆动车和3辆拖车（6M3T），均为软座车。列车设计最高运营速度为210公里/小时，设计最高试验速度为250公里/小时以上，采用轻量化鼓形断面铝合金车体、无摇枕空气弹簧转向架，列车全套牵引及控制系统、机械驱动系统均由庞巴迪公司提供，其交流传动系统是以Adtranz公司（2001年被庞巴迪公司收购）为瑞典提供的“Regina”电力动车组为基础，采用交—直—交流电传动、水冷IGBT牵引变流器和“MITRAC”微机网络控制系统。
2001年内，长春轨道客车股份有限公司完成了电力动车组的施工设计，并与庞巴迪公司签订了牵引系统设备采购合同。2002年，列车开始进入试制阶段。2003年5月，长客股份公司与吉林大学联手研制了200吨板材数控成形装置，使用无模多点成形系统生产出44种成形难度较大的列车流线形车头蒙皮覆盖件，节省了模具费用和开发周期，并解决了4毫米厚度铝合金板曲面成形的工艺难题。2003年8月3日，中华人民共和国国务院总理温家宝在吉林省考察工作，期间并前往长客股份公司视察，观看了正在组装的高速电力动车组。2003年10月，两列电力动车组在长客股份公司完成组装和调试。

### 试验
2004年3月，新型高速电力动车组通过了铁道部组织的设计及技术鉴定，准予通过试验后作为200公里/小时技术等级的高速列车上线运行；同时，时任中国铁道部部长刘志军将新车命名为“长白山号”。2004年7月，中国铁道部批复了《“长白山”号动力分散动车组试验大纲》；同年7月至8月，“长白山号”电力动车组在中国铁道科学研究院北京环形铁道试验基地进行型式试验，包括牵引、制动、弓网受流、动力学、功率因数和谐波、噪音、称重等试验项目。2004年9月至10月，“长白山号”列车先后在沈大铁路和秦沈客运专线上进行正线运行试验，期间在秦沈客运专线的动力学实验中最高试验速度达到254.5公里/小时。
2005年4月，为配合准备中国铁路第六次大提速的需要，“长白山号”列车参与了在京秦铁路丰润至玉田区段进行的“京秦线提速200公里/小时列车交会综合试验”，以研究时速200公里的高速列车与时速120公里/小时的货物列车在正线区间交会的安全性。2005年5月至6月，“长白山号”列车前往重庆市境内的遂渝铁路，参与铁道部组织的“遂渝线200公里/小时提速综合试验”，试验区段为合川至北碚北站，主要为研究时速200公里的高速列车对地面线路和桥梁设备的影响、单线隧道的空气动力学性能、弓网受流性能、制动性能等，期间最高试验速度达到224公里/小时。

### 运用
2006年底，「長白山號」电力动车组交付沈阳铁路局沈阳车辆段使用，并于2007年1月2日开始就在沈阳和大连两地间进行试运行，列车的日常维护和整备在沈阳皇姑屯动车所内进行。2007年2月10日起，“长白山号”列车正式在沈大铁路投入运营，担当运行沈阳北至大连的特快旅客列车，每天开行两对，车次为T461/462/465/466次，最高运行速度为160公里/小时，全程运行时间最快为3小时28分，比原来大连和沈阳间最快的“辽东半岛号”列车快了超过半小时。2007年4月18日，中国铁路实行第六次大提速后，大连和沈阳间的城际特快列车达到了5对，其中 “长白山号”列车担当T539/540、T541/542、T543/544、T545/546次四对特快列车。2007年6月10日起，其中一列“长白山号”列车因故暂时停运，T539/540、T543/544次列车停运。2008年春运期间，沈阳铁路局使用一组备用的“长白山号”电力动车组担当沈阳北至大连间的T539/540次临时旅客列车。
2008年8月底，“长白山号”2号列车出现故障后，由1号列车顶替上线运行。2008年9月12日中午，“长白山号”1号车担当由大连开往沈阳北站的T541次列车，列车通过瓦房店站不久后，在沈大线K173+500M处因故障突然临时停车并请求救援，经过一个多小时后，负责救援的韶山4型6072号电力机车到达事发地点，救援机车牵引“长白山号”列车起动后不久，由于5号车厢的制动机无法缓解并抱闸运行，导致车厢内弥漫着一片烟雾；下午3时20分，“长白山号”列车被牵引至最接近的许家屯站。但因列车严重晚点，而铁路方面又没有为旅客给出明确的解决方案，旅客情绪鼓躁甚至堵塞铁路；下午4时30分，卧轨的旅客将后续由大连开往沈阳的“辽东半岛号”列车拦停在许家屯站，要求铁路部门将旅客疏导至其他列车，至晚上10时后故障的“长白山号”及“辽东半岛号”列车才相继抵达沈阳。在这次事故后，两组“长白山号”列车均被送返长客股份公司进行维修，T541/542、T545/546次列车编组改用韶山9型电力机车牵引25K型客车担当，并于同年11月13日起停运。
2009年6月，沈抚城际铁路正式投入運營之前，沈阳铁路局原计划以“2+1”的模式运营沈抚城际列车，即两列“长白山号”电力动车组和一列CRH5型“和谐号”电力动车组。2009年6月20日，第一列“长白山号”列车从长春运抵沈阳皇姑屯动车所，第二列也在6月25日抵达。但至同年7月30日沈撫城際鐵路正式通车，“长白山号”列车并没有投入服务，沈阳铁路局改用由北京铁路局转配的NDJ3型柴油动车组担当沈抚城际列车。2009年9月30日至10月8日，沈阳铁路局在国庆节期间加开了沈阳北至大连的T5327/5328次临时旅客列车，由“长白山号”1号列车担当。完成执行临时列车的任务后，两组“长白山号”列车被封存于长春车辆段通化运用车间。2010年2月，沈阳铁路局在春运期间再次加开了沈阳北至大连的T5331/5332次临时旅客列车，仍然由“长白山号”1号列车担当。2010年2月21日，T5332次列车在运行途中发生故障后，两组“长白山号”列车停运。

### 封存与拆解
2010年3月起，两组“长白山”列车和一组“中华之星”列车继续被封存于长春车辆段通化车间。2011年11月，由于通化车间需要进行改造工程，这三组列车被转移至灵山站西大库封存。2012年8月底，这三组列车离开了灵山站并送往沈阳北动车所存放。
2025年4月，「长白山号」动车组于沈阳被拆解。

## 技术特点

### 总体结构

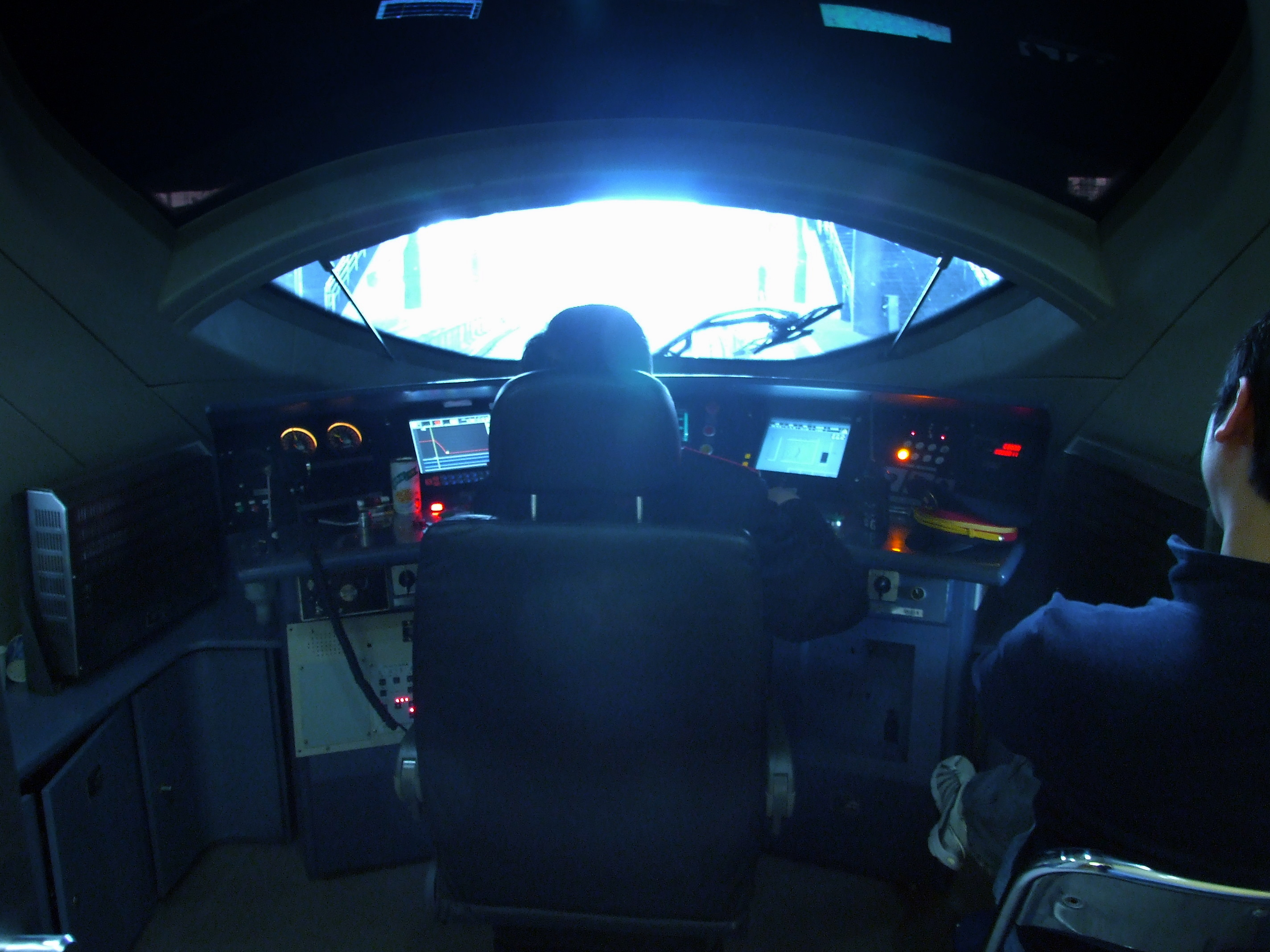
长白山号列车的司机室

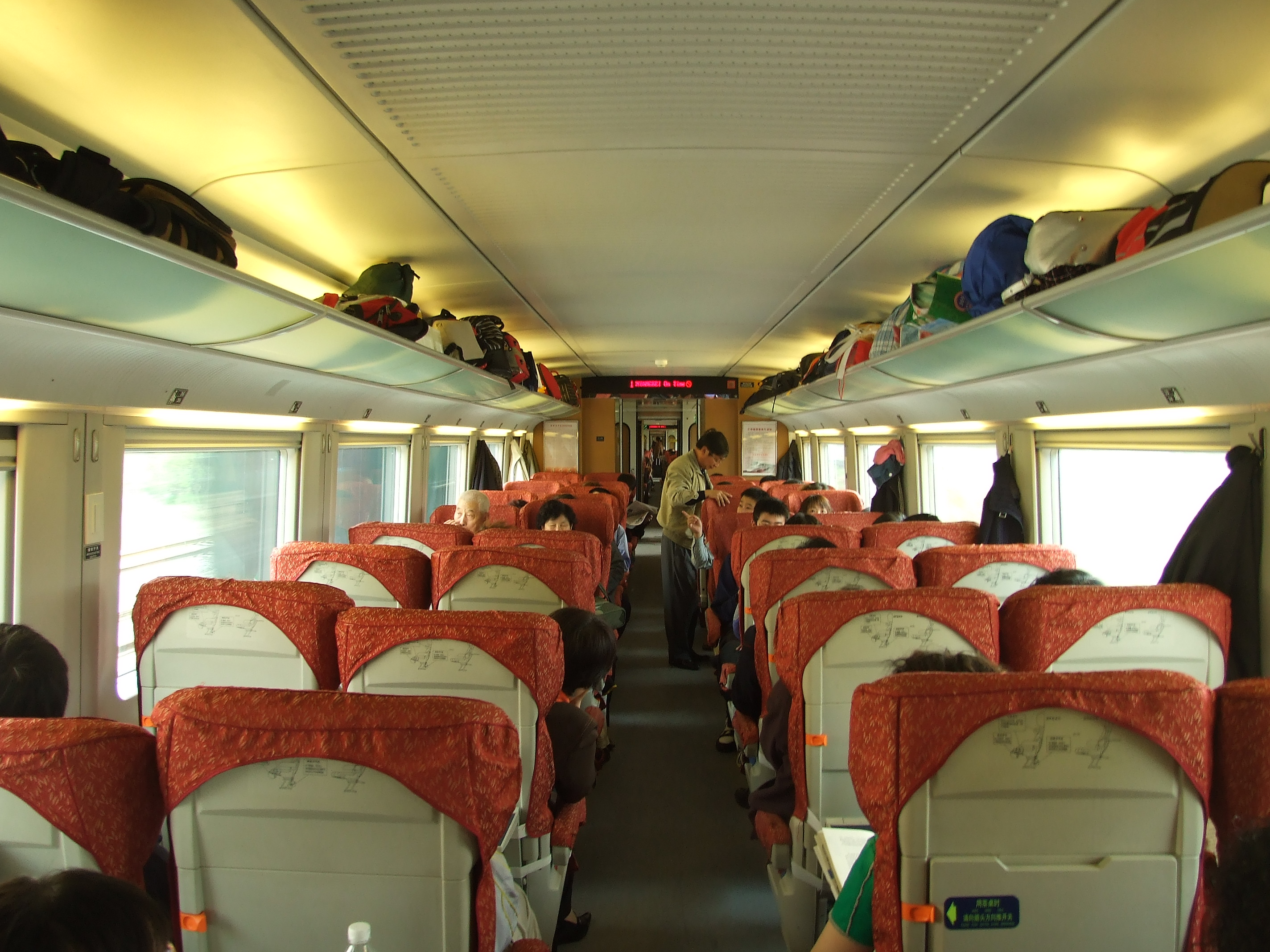
长白山号列车的车厢客室内部

“长白山号”电力动车组为动力分散式列车组，列车编组的基本单元采用“M+T+M”形式，每“两动一拖”共3节车厢组成一个基本动力单元。每组列车由3个动力单元固定编组而成，其中包括2辆带司机室的动力头车、4辆中间动车、3辆中间拖车，全列车牵引功率为6,360千瓦，设计构造速度为210公里/小时。第2、8号拖车车厢车顶设一台德國崇德公司的WBL 85型单臂式高速受电弓及附属装置，列车采用高压连接及单弓受流技术，通过车顶高压电缆连接多个动力单元，列车正常运行时只需通过一个受电弓给三个单元供电，当一个受电弓出现故障可转换到另一个受电弓供电。每节车厢下部均设有全封闭的车底设备仓，装有空调机组、制动控制装置、辅助逆变器、蓄电池箱、真空集便器等设备，动车下装有牵引变流器，在拖车下装有牵引变压器。
车厢采用轻量化鼓形断面铝合金结构车体，与“中华之星”电力动车组的铝质中间拖车结构基本相同，同样采用筒形大型中空挤压铝型材焊接结构。车头头形采用与德国铁路ICE 3型高速列车相似的流线型设计，以减少列车高速交会时对其交会列车产生的交会压力波，前窗安装了单块曲面电热玻璃及气动带喷水刮雨器，收纳自动车钩的活动头罩采用复合材料制作。除两端头车前端车钩采用15号小间隙车钩外，各车厢之间均采用带空气连接器的密接式车钩和橡胶气密风挡连接，并设有橡胶外裙边以免产生涡流。空气制动机采用克诺尔公司的微机控制模拟式电空制动系统，并装用F8型电空制动机作为后备制动，当制动初速度为200公里/小时的紧急制动距离小于2000米。
全列车均为软座车厢，采用“2+2”可倾式座椅布置，每个座椅配有椅背小桌板，车辆内装采用了自然缝、无明钉、圆弧过渡等体现现代感的设计。每节车厢均设有乘务员室、大件行李室和卫生间等设施，侧车门采用电控气动塞拉门，车厢过道门采用感应式玻璃自动门。5号车厢内并设有小卖部。侧车门下方并设有自动折叠式脚踏板，以满足列车在不同高度站台的停靠需要。

### 电气系统
“长白山号”电力动车组采用交—直—交流电传动，全套牵引及控制系统、机械驱动系统均由庞巴迪公司提供，其交流传动系统是以Adtranz公司（2001年被庞巴迪公司收购）为瑞典提供的“Regina”电力动车组为基础。每个动力单元由一辆设有牵引变压器的中间拖车，以及二辆装有牵引变流器和牵引电动机的动车组成。接触网导线上的25千伏工频单相交流电经受电弓进入列车后，向各动力单元拖车上的牵引变压器供电；牵引变压器将单相交流电降压后，分别向同一单元内相邻2辆动车上的2台牵引变流器供电，首先由四象限脉冲整流器整流为直流电，然后经过中间直流回路，再由PWM电压型VVVF逆变器转换成三相交流电输出，向每台转向架上2台并联的异步牵引电动机供电，使牵引电动机产生转矩，经过齿轮的传递驱动轮对。
牵引变流器由四象限整流器、中间直流回路、PMW逆变器三个部分组成，功率控制器件为IGBT（3300V／1200A），每台主变流器负责驱动两台牵引电动机。牵引电动机采用鼠笼式三相异步牵引电动机，额定功率为265千瓦。列车辅助供电系统采用德国艾思玛控制系统有限公司（SMA Regelsysteme GmbH）的产品，由中德合资企业常州艾思玛电器有限公司生产。

### 控制系统
“长白山号”电力动车组采用了庞巴迪公司的分散式“MITRAC”微机网络控制系统，该控制系统采用列车通信网络（TCN）标准的网络平台，整个控制系统分为三级结构，第一级为列车控制级的绞线式列车总线（WTB），传输介质为屏蔽双绞线，主要实现列车运行控制、列车状态或故障信息的传递；第二级为车辆控制级的多功能车辆总线（MVB），主要实现车辆内各个功能控制单元之间的数据通信；第三级为传动控制级，实现对动力车主传动系统的控制。每辆头车均设有一个网关将本单元的MVB总线连接到WTB列车总线。

### 转向架
“长白山号”电力动车组的动车和拖车分别装用了CW-200D、CW-200型高速转向架，两者除了驱动装置和制动装置的差别之外，其余部分均采用了相同结构。CW-200型转向架采用了无摇枕无摇动台结构、H型焊接构架、无磨耗转臂式轴箱定位装置、空气弹簧中央悬挂装置、单拉杆牵引装置，车体和转向架之间并设有垂向、横向、抗蛇行减震器，基础制动装置采用盘式制动和电子防滑器，每轴设有三个制动盘。CW-200D型转向架设有驱动装置，每台转向架装有两台架悬式牵引电动机，基础制动装置采用轮盘制动。

### 列車編組
| 车厢号    | 车厢号   | 1                                        | 2                         | 3                             | 4                             | 5                        | 6                             | 7                             | 8                         | 9                                        |
| 车辆 编号 | 1号车    | RZ25DD111116                             | RZ25DT111119              | RZ25DD111120                  | RZ25DD111118                  | RZ25DT111128             | RZ25DD111129                  | RZ25DD111121                  | RZ25DT111130              | RZ25DD111126                             |
| 车辆 编号 | 2号车    | RZ25DD111133                             | RZ25DT111132              | RZ25DD111117                  | RZ25DD111124                  | RZ25DT111131             | RZ25DD111125                  | RZ25DD111127                  | RZ25DT111122              | RZ25DD111123                             |
| 技术 特征 | 型号     | RZ25DD                                   | RZ25DT                    | RZ25DD                        | RZ25DD                        | RZ25DT                   | RZ25DD                        | RZ25DD                        | RZ25DT                    | RZ25DD                                   |
| 技术 特征 | 车辆类型 | 动车（Mc）                               | 拖车（Tp）                | 动车（M）                     | 动车（M）                     | 拖车（T）                | 动车（M）                     | 动车（M）                     | 拖车（Tp）                | 动车（Mc）                               |
| 技术 特征 | 单元     | ①                                        | ①                         | ①                             | ②                             | ②                        | ②                             | ③                             | ③                         | ③                                        |
| 技术 特征 | 动力分布 | ●● ●●                                    | 〇〇 〇〇                 | ●● ●●                         | ●● ●●                         | 〇〇 〇〇                | ●● ●●                         | ●● ●●                         | 〇〇 〇〇                 | ●● ●●                                    |
| 技术 特征 | 轴式     | Bo-Bo                                    | 2-2                       | Bo-Bo                         | Bo-Bo                         | 2-2                      | Bo-Bo                         | Bo-Bo                         | 2-2                       | Bo-Bo                                    |
| 技术 特征 | 主要设备 | 司机室 × 1 牵引变流器 × 2 牵引电动机 × 4 | 受电弓 × 1 牵引变压器 × 1 | 牵引变流器 × 2 牵引电动机 × 4 | 牵引变流器 × 2 牵引电动机 × 4 | 牵引变压器 × 1           | 牵引变流器 × 2 牵引电动机 × 4 | 牵引变流器 × 2 牵引电动机 × 4 | 受电弓 × 1 牵引变压器 × 1 | 司机室 × 1 牵引变流器 × 2 牵引电动机 × 4 |
| 技术 特征 | 转向架   | CW-200D                                  | CW-200                    | CW-200D                       | CW-200D                       | CW-200                   | CW-200D                       | CW-200D                       | CW-200                    | CW-200D                                  |
| 技术 特征 | 轴重     | ≤15.5 t                                  | ≤15.5 t                   | ≤15.5 t                       | ≤15.5 t                       | ≤15.5 t                  | ≤15.5 t                       | ≤15.5 t                       | ≤15.5 t                   | ≤15.5 t                                  |
| 技术 特征 | 车体     | 轻量化鼓形断面铝合金车体                 | 轻量化鼓形断面铝合金车体  | 轻量化鼓形断面铝合金车体      | 轻量化鼓形断面铝合金车体      | 轻量化鼓形断面铝合金车体 | 轻量化鼓形断面铝合金车体      | 轻量化鼓形断面铝合金车体      | 轻量化鼓形断面铝合金车体  | 轻量化鼓形断面铝合金车体                 |
| 载员 空间 | 车厢类型 | 软座车（2+2）                            | 软座车（2+2）             | 软座车（2+2）                 | 软座车（2+2）                 | 软座车（2+2）            | 软座车（2+2）                 | 软座车（2+2）                 | 软座车（2+2）             | 软座车（2+2）                            |
| 载员 空间 | 定员     | 44                                       | 84                        | 84                            | 84                            | 58                       | 68                            | 84                            | 84                        | 44                                       |

## 外部連結
- 中国北车股份有限公司：“长白山”号交流传动电动车组 （页面存档备份，存于）